# French Open 1979 (Badminton)
Die French Open 1979 im Badminton fanden am 7. und 8. April 1979 in Cannes statt. Es war die 49. Auflage des Championats.

## Titelträger
| Disziplin    | Sieger                             |
| ------------ | ---------------------------------- |
| Herreneinzel | Andy Goode                         |
| Dameneinzel  | Alison Bryson                      |
| Herrendoppel | Roland Maywald Karl-Heinz Zwiebler |
| Damendoppel  | Ingrid Morsch Vera Martini         |
| Mixed        | Karl-Heinz Zwiebler Ingrid Morsch  |